# Episodi di Lazy Town (quarta stagione)
La quarta stagione della serie televisiva Lazy Town è andata in onda sulla rete islandese Sjónvarpið dal 10 gennaio al 13 ottobre 2014.
In Italia, la stagione è stata trasmessa su Cartoonito dal 17 gennaio 2015 al 2016.
| n° | Titolo originale       | Titolo italiano               | Prima TV Islanda  | Prima TV Italia |
| -- | ---------------------- | ----------------------------- | ----------------- | --------------- |
| 1  | Let's Go to the Moon   | Andiamo sulla Luna            | 10 gennaio 2014   | 17 gennaio 2015 |
| 2  | The Last SportsCandy   | L'ultimo degli Sport-Dolcetti | 31 gennaio 2014   | 18 gennaio 2015 |
| 3  | Secret Friend Day      | L'amico segreto               | 14 febbraio 2014  | 19 gennaio 2015 |
| 4  | New Kid in Town        | Arriva un nuovo amico         | 6 marzo 2014      | 20 gennaio 2015 |
| 5  | Time to Learn          | C'è sempre da imparare        | 4 aprile 2014     | 21 gennaio 2015 |
| 6  | Princess Stephanie     | La principessa Stephanie      | 23 maggio 2014    | 22 gennaio 2015 |
| 7  | Ziggy's Talking Teddy  | La giornata del basket        | 12 giugno 2014    | 23 gennaio 2015 |
| 8  | The Wizard of LazyTown | Il mago di LazyTown           | 21 luglio 2014    | 24 gennaio 2015 |
| 9  | The Baby Troll         | Il cucciolo di troll          | 4 agosto 2014     | 25 gennaio 2015 |
| 10 | The Fortune Teller     | La chiaroveggente             | 26 settembre 2014 | 26 gennaio 2015 |
| 11 | Ghost Stoppers         | Acchiappafantasmi             | 26 settembre 2014 | 20 gennaio 2015 |
| 12 | Robbie's Dream Team    | Il Dream Team di Robbie       | 3 ottobre 2014    | 27 gennaio 2015 |
| 13 | Mystery of the Pyramid | Il mistero della piramide     | 13 ottobre 2014   | 28 gennaio 2015 |